# Jochen Hagt
Jochen Hagt (* 11. August 1957 in Köln-Mülheim) ist ein deutscher Jurist und amtierender Landrat des Oberbergischen Kreises.

## Werdegang
Jochen Hagt wuchs in Köln-Mülheim auf. Nach dem Abitur leistete er seinen Wehrdienst ab. Er schlug die Reserveoffizierslaufbahn bei der Bundeswehr ein und war dort zuletzt Hauptmann und Kompaniechef.
Hagt nahm ein Jurastudium auf, das er nach dem dreijährigen Referendardienst im Dezember 1988 abschloss. Anfang 1989 trat er in die Finanzverwaltung des Landes Nordrhein-Westfalen ein. Als Volljurist arbeitete er in den Finanzämtern Wipperfürth und Gummersbach.
1993 wechselte er zum Oberbergischen Kreis. Dort wirkte er als Leiter des Rechtsamts. Hagt übernahm nach der Wahl des ersten hauptamtlichen Landrats Hans-Leo Kausemann das neu eingerichtete Büro des Landrats. Im Jahr 2000 wurde Hagt Dezernent für Personal, Organisation und Recht und 2005 fungierte er als Allgemeiner Vertreter des Landrates, bis 2008 als Laufbahnbeamter und ab 2009 als Wahlbeamter im Amt des Kreisdirektors. Dort war er gemeinsam mit dem Landrat für die Führung der Kreisverwaltung und der Kreispolizeibehörde verantwortlich. Die Themenfelder der Kreis- und Regionalentwicklung, der Wirtschaftsförderung, des Tourismus, der Personalführung sowie der Organisation und Datenverarbeitung lagen in seinem Bereich.
Hagt war als Geschäftsführendes Vorstandsmitglied der Region Köln/Bonn für die Bewerbung um die Regionale 2010 verantwortlich, die letztlich für die Region erfolgreich war.

## Landratswahl 2015 und 2020
Hagt (CDU), als Kandidat von CDU und FDP, wurde am 13. September 2015 mit 51,9 % der Stimmen zum Landrat des Oberbergischen Kreises gewählt. Sein Gegenkandidat, der parteilose und von der SPD, Grünen und UWG unterstützte Bürgermeister von Morsbach Jörg Bukowski erhielt 42,1 %, die Kandidatin der Linken, Ingeborg Mohr-Simeonidis, 6,0 % der Stimmen. Die Wahlbeteiligung lag bei 32,9 %.
Hagt trat sein Amt am 21. Oktober 2015 als Nachfolger des in den Ruhestand gegangenen Hagen Jobi (CDU) an.
Am 13. September 2020 wurde Jochen Hagt erneut zum Landrat gewählt. SPD, Grüne und Linkspartei hatten Tülay Durdu (SPD) als Landratskanditatin nominiert. Am Wahlabend setzte sich Hagt mit etwa 60 Prozent der Stimmen an die Spitze. 63,5 Prozent der Wähler standen am Ende hinter ihm, rund 36,5 Prozent wählten Durdu. Die Wahlbeteiligung lag bei 52,3 Prozent.

## Privat
Lange Jahre lebte er mit seiner Familie in Bergisch Gladbach-Moitzfeld. Hagt ist Vater einer erwachsenen Tochter. Heute lebt er mit seiner Frau Angelika Hagt in Gummersbach-Elbach.